# Methitural
Methitural (INN; Neraval, Thiogenal) hoặc natri methitural, còn được gọi methioturiate, là một dẫn xuất barbiturat được bán trên thị trường vào những năm 1950 ở Châu Âu (ở Đức và Ý) dưới dạng thuốc gây mê tĩnh mạch tác dụng cực ngắn.

## Tổng hợp

Tổng hợp phương pháp đo lường: Zima, Von Werder, (1957 đến E. Merck).

Một chuỗi bên phức tạp hơn một chút được kết hợp bằng cách kiềm hóa carbanion của cyanoacetate thay thế (1) với 2-chloroethylmethyl sulfide (2). Ngưng tụ của cyanoester kết quả (3) với thiourea sau đó thủy phân kết quả imine liên quan đến phương pháp trị liệu.